# Acanthemblemaria castroi
Acanthemblemaria castroi es una especie de pez del género Acanthemblemaria, familia Chaenopsidae. Fue descrita científicamente por Stephens & Hobson en 1966.
Se distribuye por el Pacífico Sureste: endémica de las islas Galápagos. La longitud total (TL) es de 6 centímetros. Habita en arrecifes y puede alcanzar los 23 metros de profundidad.
Está clasificada como una especie marina inofensiva para el ser humano.